# Bad Fallingbostel
Bad Fallingbostel est une ville d'Allemagne du land de Basse-Saxe et le chef-lieu de l'arrondissement de la Lande (Heidekreis).
Depuis 1975, elle est une station climatique.
Quartiers : Bad Fallingostel, Dorfmark, Riepe, Vierde, Jettebruch et Mengebostel.
Dans la ville se trouve une importante base militaire du régiment royal d’Écosse des Forces britanniques en Allemagne.

## Situation géographique
Bad Fallingbostel est située dans la lande de Lunebourg entre Hambourg et Hanovre. La ville est traversée par la Böhme, un petit affluent de l'Aller.

## Histoire
Durant la Seconde Guerre mondiale, 2 camps de prisonniers de guerre ont été construits proches de cette ville : Stalag XI-B et Stalag XI-D.

## Personnalités liées à la ville
- Carl Leisewitz (1831-1916), agronome né à Dorfmark.
- Frank Ordenewitz (1965-), footballeur né à Bad Fallingbostel.